# انفصال (سينتولوجيا)
الانفصال هو قطع جميع الروابط بين شخص ساينتولوجي وصديقه أو زميله أو أحد أفراد أسرته المناهض للساينتولوجيا. ممارسة الانفصال هي شكل من أشكال التجنب.  ينظر إلى الانفصال، بين السابنتولوجيين، على أنه طريقة مهمة لإزالة العقبات التي تحول دون النمو الروحي للفرد. أدى الانفصال، في بعض الحالات، إلى إنهاء زيجات وفصل الأطفال عن والديهم.
نفت كنيسة الساينتولوجيا مرارًا وتكرارًا وجود مثل هذه السياسة، على الرغم من أن موقعها الإلكتروني اعترف اعتبارًا من فبراير 2012 بهذه الممارسة ووصفها بأنها حق من حقوق الإنسان. في الولايات المتحدة، حاولت الكنيسة أن تجادل في المحكمة بأن الانفصال ممارسة دينية محمية دستوريًا. ومع ذلك، تم رفض هذه الحجة لأن ممارسة الضغط على الساينتولوجيين الأفراد للانفصال يعني أنها ليست طوعية.

## سياسته
تعلن الكنيسة أن خصوم كنيسة الساينتولوجيا هم أشخاص قمعيون (إس بي إس) أو مصادر مشاكل محتملة (بي تي إسيز). تعلم الكنيسة أن الارتباط بهؤلاء الأشخاص يعيق تقدم العضو في طريقه على الجسر إلى الحرية الكاملة.

في كتابه مقدمة لأخلاقيات الساينتولوجيا، يحدد ل. رون هوبارد المبدأ بأنه من خلال التواصل مع الأشخاص القمعيين، يمكن أن يصبح الساينتولوجي مصدرًا محتملا للمشاكل (بي تي إس):
يمكن أن يصبح الساينتولوجي مصدرًا محتملًا للمشاكل بسبب تواصله مع شخص مناهض للساينتولوجيا أو مبادئها. من أجل حل حالة بي تي إس، إما أن الشخص يجب أن يتعامل مع عدائية الآخر (كما هو مغطى في المواد المتعلقة بالتعامل مع حالة بي تي إس) أو كملاذ أخير عندما تفشل جميع محاولات التعامل، فإنه يجب أن ينفصل عن الشخص. إنه ببساطة يمارس حقه في التواصل أو عدم التواصل مع شخص معين.:206
عرف هوبارد هذا «التعامل» على أنه إجراء لتقليل حدة الموقف تجاه فرد معاد عن طريق وسائل الاتصال، وعرف الانفصال بأنه قرار بقطع الاتصال مع فرد آخر.  كتب هوبارد أيضًا أن ضباط الأخلاقيات يجب أن يوصوا بالتعامل بدلًا من الانفصال عندما يكون الفرد المعادي من الأقرباء المقربين. وذكر أيضًا أن الرفض أو الفشل في الانفصال عن شخص قمعي هو تصرف قمعي في حد ذاته. في إحدى الحالات التي استشهدت بها حكومة المملكة المتحدة، تم إعلان فتاة تبلغ من العمر ست سنوات على أنها قمعية لفشلها في الانفصال عن والدتها. أفاد عالم الاجتماع روي واليس بأن الساينتولوجيين المرتبطين بشخص قمعي سيطلب منهم عادة التعامل معه أو قطع التواصل، على الرغم من أنه وجد بعض «أوامر الأخلاقيات» التي تأمر بالانفصال غير المشروط عنه.
وفقا لبيانات الكنيسة، يتم استخدام الانفصال «كملاذ أخير»، فقط ليتم استخدامه إذا لم يتوقف الأشخاص المناهضون للساينتولوجيا عن عدائهم- حتى بعد تزويدهم بـ «بيانات حقيقية» حول الساينتولوجيا، بما أنه يتم تدريس فكرة أنه عادة فقط الأشخاص الذين لديهم بيانات خاطئة هم من يعادون الكنيسة.
في الأصل، لم يقتصر الانفصال على إنهاء التواصل مع شخص ما فحسب، بل تضمن أيضًا الإعلان عن ذلك. تضمن كتاب الساينتولوجيا بعنوان المدقق إشعارات بالانفصال عن أفراد المحددين. كان من الشائع أيضًا أن يرسل الساينتولوجيون رسائل قصيرة إلى الشخص القمعي، لتحذيره أنه تم الانفصال عنه. أجرى روي واليس مقابلات مع عدد من الأشخاص الذين تم إعلانهم قمعيين، وتلقى بعضهم المئات من هذه الرسائل. طُلب أيضًا من الساينتولوجي إجراء «أي دعوى مدنية مطلوبة مثل التنصل أو الانفصال أو الطلاق» لقطع الاتصال بالشخص القمعي.
طرحت هذه السياسة في عام 1965 في خطاب سياسة كتبه هوبارد. أوقف «قانون الإصلاح» الذي قدمه هوبارد في عام 1968 المباريات العادلة وعمليات التفتيش، وألغى «الانفصال كإغاثة لأولئك الذين يعانون من القمع العائلي». ومع ذلك، على الرغم من توقف الكلمات «لعبة عادلة» و «انفصال» و «التفتيش الأمني» بسبب تسببها في علاقات عامة سيئة، استمرت الممارسات مع تسميات بديلة. عندما شكلت حكومة نيوزيلندا لجنة تحقيق في الساينتولوجيا، كتب إل. رون هوبارد إليهم قائلًا إنه قد تم إلغاء الانفصال وأنه لا توجد نية لإعادته. ورحبت اللجنة بالرسالة، لكنها أشارت إلى أن هوبارد لم يعد بعدم إعادة إدخال ممارسة الانفصال على الإطلاق.
في كتابه قطعة من السماء الزرقاء، يستشهد جون أتاك بوثيقة داخلية مؤرخة في أغسطس 1982 يزعم أنها أعادت طرح سياسة الانفصال. أدى الاعتقاد بأن الانفصال أصبح يستخدم مرة أخرى، وليس كملاذ أخير، إلى استقالة مجموعة من الساينتولوجيين البريطانيين من الكنيسة في عام 1984، مع الحفاظ على ولائهم لمعتقدات الساينتولوجيا. كان تفسيرهم أن تعاليم ل. رون هوبارد «تشجع وحدة الأسرة» وبالتالي فإن سياسة الانفصال كانت «تحريفًا أو سوء تطبيق».